# Cyclocheilichthys lagleri
Cyclocheilichthys lagleri är en fiskart som beskrevs av Sontirat, 1989. Cyclocheilichthys lagleri ingår i släktet Cyclocheilichthys och familjen karpfiskar. IUCN kategoriserar arten globalt som livskraftig. Inga underarter finns listade i Catalogue of Life.